# Ludwigsburg
Ludwigsburg (phát âm tiếng Đức: [ˈluːtvɪçsˌbʊʁk]; Swabia: Ludisburg) là đô thị lớn nhất và là thủ phủ của huyện Ludwigsburg, thuộc bang Baden-Württemberg, Đức. Có dân số khoảng 88,000 người, nơi đây nằm trong vùng Stuttgart, cách trung tâm thành phố Stuttgart khoảng 12 kilômét (7,5 mi) về phía bắc.